# Liste des députés européens de Hongrie de la 9e législature
Cet article présente la liste des députés européens de Hongrie élus lors des élections européennes de 2019 en Hongrie.

## Députés européens élus en 2019
| Nom               | Parti | Parti                              | Groupe parlementaire européen |
| ----------------- | ----- | ---------------------------------- | ----------------------------- |
| Attila Ara-Kovács |       | Coalition démocratique             | S&D                           |
| Andrea Bocskor    |       | Fidesz                             | PPE                           |
| Katalin Cseh      |       | Mouvement Momentum                 | RE                            |
| Andor Deli        |       | Fidesz                             | PPE                           |
| Tamás Deutsch     |       | Fidesz                             | PPE                           |
| Klára Dobrev      |       | Coalition démocratique             | S&D                           |
| Anna Júlia Donáth |       | Mouvement Momentum                 | RE                            |
| Kinga Gál         |       | Fidesz                             | PPE                           |
| Márton Gyöngyösi  |       | Jobbik                             | NI                            |
| Enikő Győri       |       | Fidesz                             | PPE                           |
| András Gyürk      |       | Fidesz                             | PPE                           |
| Balázs Hidvéghi   |       | Fidesz                             | PPE                           |
| György Hölvényi   |       | Parti populaire démocrate-chrétien | PPE                           |
| Lívia Járóka      |       | Fidesz                             | PPE                           |
| Ádám Kósa         |       | Fidesz                             | PPE                           |
| Csaba Molnár      |       | Coalition démocratique             | S&D                           |
| Sándor Rónai      |       | Coalition démocratique             | S&D                           |
| József Szájer     |       | Fidesz                             | PPE                           |
| Edina Tóth        |       | Fidesz                             | PPE                           |
| László Trócsányi  |       | Fidesz                             | PPE                           |
| István Ujhelyi    |       | Parti socialiste hongrois          | S&D                           |

## Entrants et sortants
| Entrant              | Parti  | Groupe | En remplacement de | Date            | Motif     |
| -------------------- | ------ | ------ | ------------------ | --------------- | --------- |
| Ernő Schaller-Baross | Fidesz | PPE    | József Szájer      | 10 janvier 2021 | Démission |

## Changement d'affiliation
En mars 2021, le Fidesz–KDNP décide de quitter le groupe du Parti populaire européen, après l'adoption par les instances du groupe de règles plus dures permettant d'exclure les eurodéputés ne respectant pas les valeurs européennes et l'État de droit. Les députés européens élus sous cette étiquette appartiennent donc aux non-inscrits jusqu'aux élections européennes de 2024.